# 塞爾 (阿拉巴馬州)
塞爾（英語：Sayre）是一個位於美國阿拉巴馬州傑佛遜縣的非建制地區。該地的面積和人口皆未知。

## 地理
塞爾的座標為33°42′44″N 86°58′28″W / 33.71222°N 86.97444°W，而該地的平均海拔高度為127米（即417英尺）。